# Definitely, Maybe
Definitely, Maybe (Definitivamente, tal vez en Hispanoamérica; Definitivamente, quizás en Argentina y España) es una película de comedia y romance de 2008 dirigida por Adam Brooks y protagonizada por Ryan Reynolds, Isla Fisher, Rachel Weisz, Elizabeth Banks y Abigail Breslin.

## Argumento
Will Hayes (Ryan Reynolds) es un padre de 38 años de edad que se encuentra en medio de un divorcio. Después de su primera clase de educación sexual, su hija de 10 años de edad, Maya (Abigail Breslin), insiste en oír la historia de cómo se conocieron sus padres. Will cede, pero decide cambiar los nombres y algunos de los hechos relacionados, creando así un misterio de amor. Maya trata de adivinar cuál de las mujeres será su madre. La historia que él le cuenta a Maya se representa en escenas retrospectivas. De vez en cuando la película vuelve a la actualidad, en la que Maya hace preguntas.
La historia comienza en 1992, cuando Will, un ingenuo aspirante a político, se aleja de Wisconsin y de su novia de la universidad, Emily (Elizabeth Banks), y se va a Nueva York para trabajar en la campaña de Bill Clinton. Durante muchos años, Will se ve involucrado con varias mujeres que entran y salen de su vida, incluyendo Summer Hartley (Rachel Weisz), que es una aspirante a periodista que logra causar un escándalo con Bill Clinton y a April (Isla Fisher), quien es la chica que saca fotocopias para la campaña. Will y April tienen un encuentro casual fuera del trabajo, donde Will le dice que le va a proponer matrimonio a Emily.
Emily vuelve a entrar en la vida de Will y resulta ser la madre de Maya y exesposa de Will. Se le explica a Maya que el final feliz había sido Maya todo el tiempo.
Maya es feliz porque descubrió la historia, pero también se da cuenta de que su padre todavía ama a April, ya que a pesar de que Will cambió los nombres de Emily (Sarah en la vida real) y de Summer (Natasha en la vida real), no cambió el de April. Alentado por Maya, van al apartamento de April donde Will le confiesa que se aferró a la copia de Jane Eyre, porque era lo único que le quedaba de ella.

## Elenco
- Ryan Reynolds como William Mathew 'Will' Hayes.
- Isla Fisher como April Hoffman.
- Abigail Breslin como Maya Hayes.
- Elizabeth Banks como Emily Jones / Sarah Jones.
- Rachel Weisz como Summer Hartley / Natasha Harley.
- Kevin Kline como Profesor Hampton Roth.
- Derek Luke como Russell T. McCormack.
- Adam Ferrara como Gareth.
- Annie Parisse como Anne.
- Liane Balaban como Kelly.
- Nestor Serrano como Arthur Robredo.

## Recepción

### Crítica
Definitely, Maybe recibió críticas generalmente positivas de los críticos. El 20 de junio de 2008, el agregador de revisión Rotten Tomatoes certificó "fresco" con 73% de los críticos dándole positivo en los exámenes de la película, sobre la base de 102 comentarios. El sitio también le dio el consenso, "Conlleva un guion inteligente y carismático, Definitely, Maybe es una película refrescante en el género de comedia romántica". Metacritic informó que la película tenía una puntuación media de 59 sobre 100, basado en 30 Comentarios.

### Taquilla
En su primer fin de semana, la película recaudó $9,7 millones de dólares en 2.204 cines en los Estados Unidos y Canadá, el ranking #5 en la taquilla. Al 28 de septiembre de 2008, la película ha recaudado $55.447.968 dólares en todo el mundo.